# 정밍뎬
정밍뎬(중국어 정체자: 鄭明典, 병음: Zhèng Míngdiân, 한자음: 정명전, 1962년 9월 28일 ~ )은 중화민국의 기상학자이며, 교통부 중앙기상국 일기예보센터 국장, 부국장, 국장을 역임했다.

## 학력
- 타이완성 타이중 제일고등학교
- 국립 타이완 대학
- 캘리포니아 대학교 로스앤젤레스

## 같이 보기
- 중앙기상국